# Schwabach
Schwabach város Németországban, azon belül Bajorországban. Lakosainak száma 41 380 fő (2023. december 31.). Schwabach Nürnberg és Roth járás községekkel határos.

## Városrészei
- Dietersdorf
- Forsthof
- Limbach
- Nasbach
- Oberbaimbach
- Obermainbach
- Penzendorforf
- Raubershof
- Schaftnach
- Schwabach 
  - Altstadt
  - Südliche Vorstadt
  - Nördliche Vorstadt
  - Vogelherd
  - Eichwasen
  - Gartenheim
- Schwarzach
- Uigenau
- Unterbaimbach
- Unterreichenbach
- Wolkersdorf

## Története

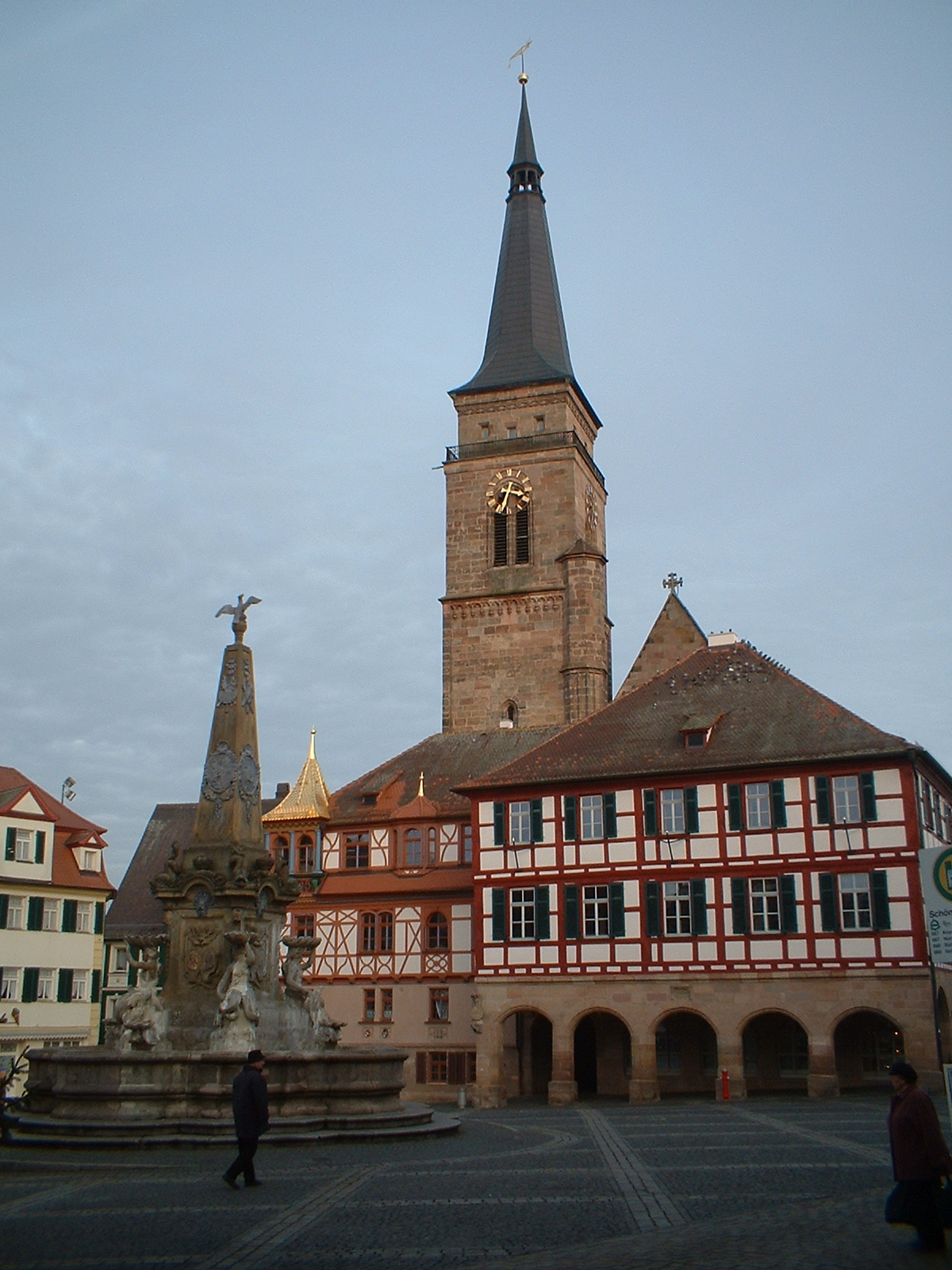

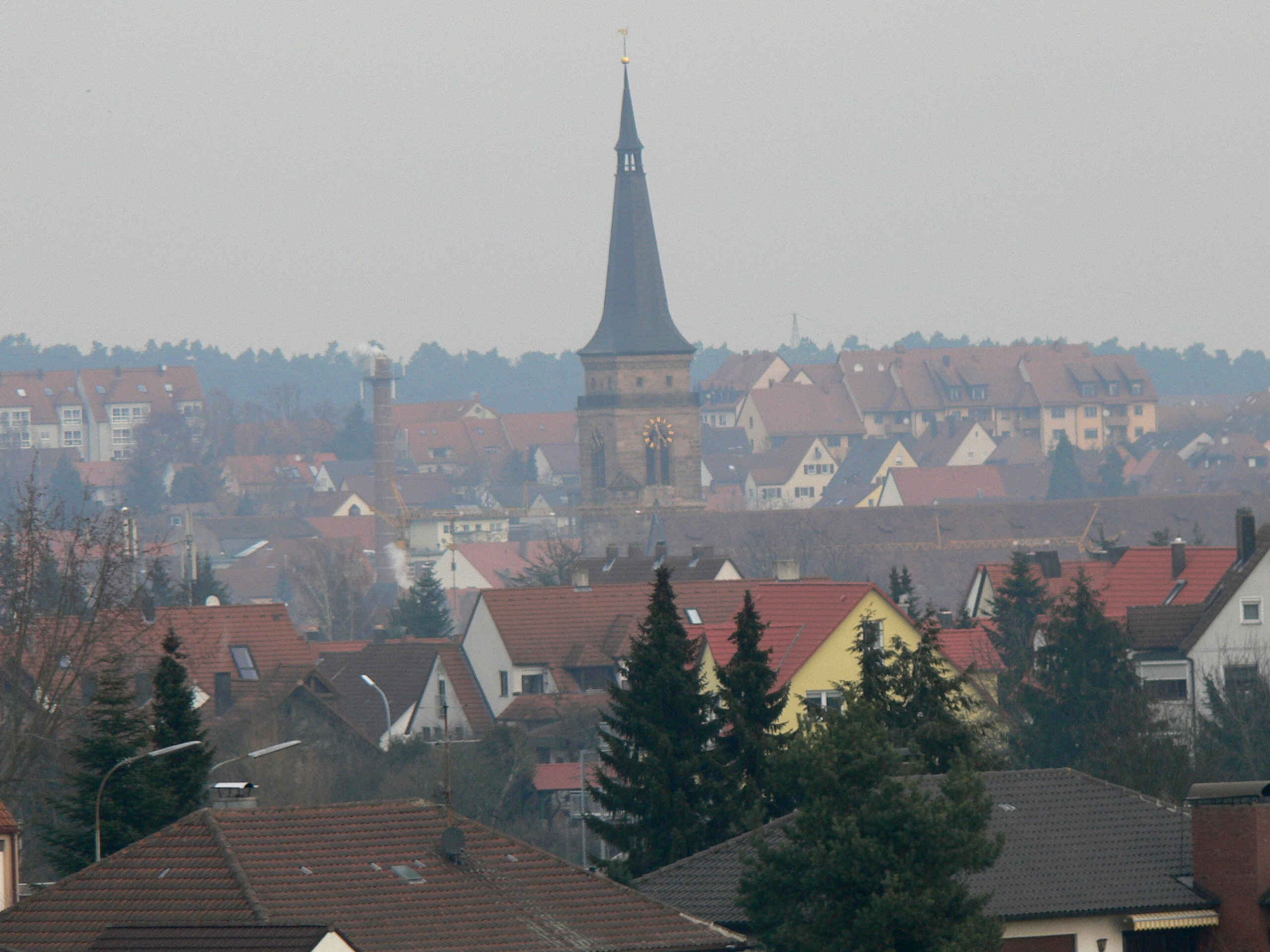

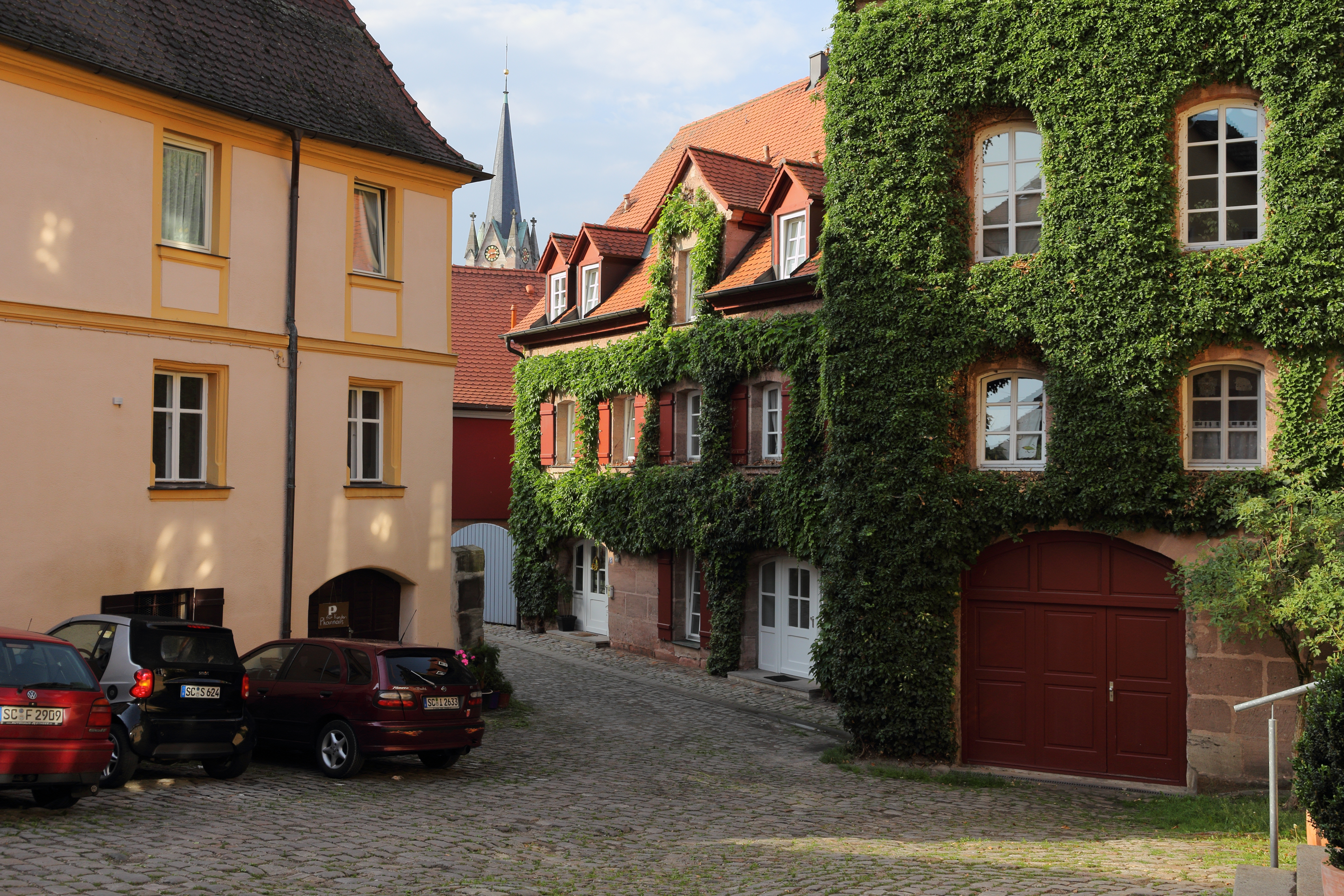

A településnek 1375 óta van városi joga. Óvárosának peremén máig fennmaradt a régi városfal a kaputoronnyal és a híddal.
Főterén (Königsplatz) álló két fagerendás házból összeépített Városháza arany terméről (Goldener Saal) nevezetes. A téren 1716 óta áll a szent kút (Schöner Brunnen), s a 19. századi lovas kút (Pferdebrunnen).
Az 1469–1495 között épült Szent János-plébániatemplom (evangélikus templom) gyönyörű gótikus tornyát meredek toronysisak zárja. A szentélyében levő 16 méter magas főoltár 1506–1508 között Dürer tanítómesterének, Michael Wolgemuthnak műhelyében készült. A hatalmas, 15 méter magas feszület 1505-ből, a nürnbergi Adam Kraft mestertől származik. Az Anna-kápolnában (Annakapelle) pedig több értékes, 15-16. századi oltár található.
A városnak 1434–1791 között pénzverdéje is volt; ma is jelentős ipar itt a vertarany ékszerkészítés. A városi múzeumban (Stadtmuseum) nemcsak a múlt emlékeit állítják ki, hanem be is mutatják, hogyan készülnek az aranylapocskák.

## Nevezetességek
- Városháza
- Evangélikus templom
- Anna kápolna
- Városi múzeum

## Itt születtek, itt éltek

### Művészek
- Konrad Feuerlein (1629–1704), evangélikus teológus, a lutheránus himnusz zeneszerzője
- Maier Kohn (1802–1875) zenetörténész és tanár
- Adolph von Henselt (1814–1889) zeneszerző, virtuóz zongorista, késő romantikus stílusban alkotott
- Johann Michael Kupfer(1859–1917), festő és szobrász
- Philip Kittler (1861–1944), előadó
- Josef Wirth (1874–1941) szobrászművész
- Alfred Kohler (1916–1984), festő
- Peter Mußbach (* 1949), rendező
- Walter Zimmermann (* 1949), zeneszerző, író és egyetemi tanár
- Gerhard Falkner (* 1951), író
- Peter Fulda (* 1968), jazz-zongorista, zeneszerző, hangszerelő
- Klaus Caesar Zehrer (* 1969), szerző

### Politikusok
- Hans Schuberth (1897. április 5. – 1976. szeptember 2. München), politikus (CSU)
- Adolf Ostertag (1939 július 22, 1939), Bundestag (SPD)
- Karl Freller (1956. március 2,), országgyűlési képviselő (CSU)

### Sportolók
- Hans Hartmann, kerékpáros
- Matthias Volz (Schwabach, 1910. május 4. – 2004. augusztus 26.), Turner, olimpiai bajnok (csapat) és bronzérmes Berlin, 1936 (TV 1848 Schwabach)
- Manfred Ritschel (1946. június 7,), labdarúgó
- Sven Lorenz (1979. május 7,), súlyemelő
- Philipp Tschauner, (1985. november 3.) focista

### Tudósok
- Jean-Philippe Baratier (1721. január 19. – 1740. október 5.), a „schwabachi csodagyerek”
- Johann Gottfried Zinn (1727. december 4, – 1759. április 6.), német orvos és botanikus
- Johann Conrad Gütl (1747. március 25, – 1827. október 18.), hangszerkészítő, matematika, fizika és kémiatanár
- Michael Ehrenreich Kauzmann (1769. június 25. – 1816. július 16.), sebész
- Anton von Troeltsch (1829. április 3. – 1890. január 9.), orvos és professzor
- Wilhelm Kohl (1848. január 22, –1898. május 10.), kutató
- Erasmus Kittle (1852. június 25. – 1929. március 14.), fizikus
- Karl Hunge (1889. október 24.– 1946. július 26.), német tudós, oktató és tanító
- Gerhard Haider (1935–2005), Hidrobiológus, Stuttgart
- Ursula Apel (1938. december 22,), Hermann Hesse-kutató
- Arno Klebel (1955. május 11,), geográfus
- Ralf Baumeister (* 1961), számítógépes biológus és molekuláris genetikus
- Bernhard Grill (1961, január 5.), részt vett az mp3 formátum fejlesztésében

### más
- Johann Conrad Vogel (1656-1721), orgonaépítő

### Több más személyiség
- Sabine Weigand (* 1961), író
- Martin Kastle (született 1974), politikus (CSU)

## Galéria

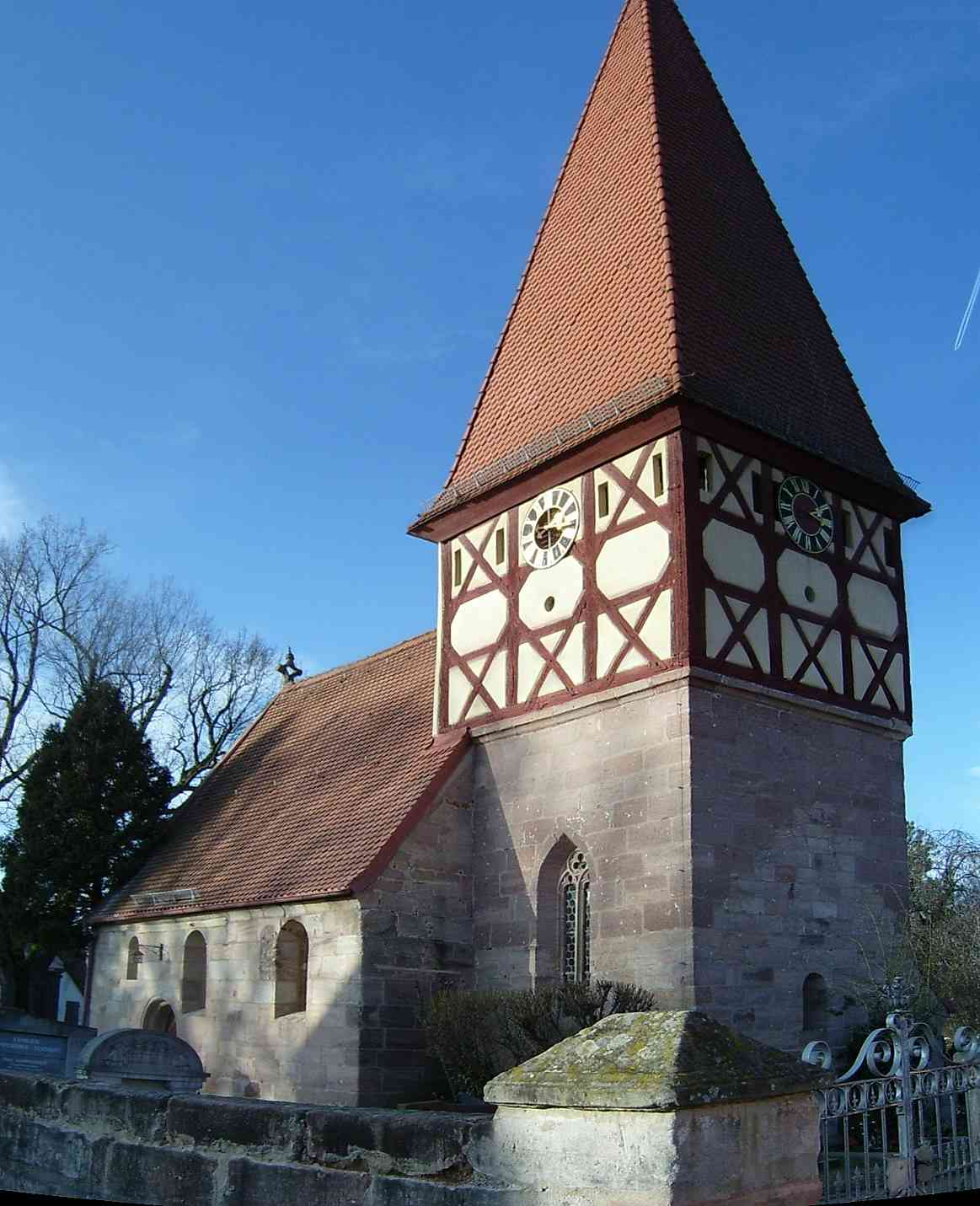
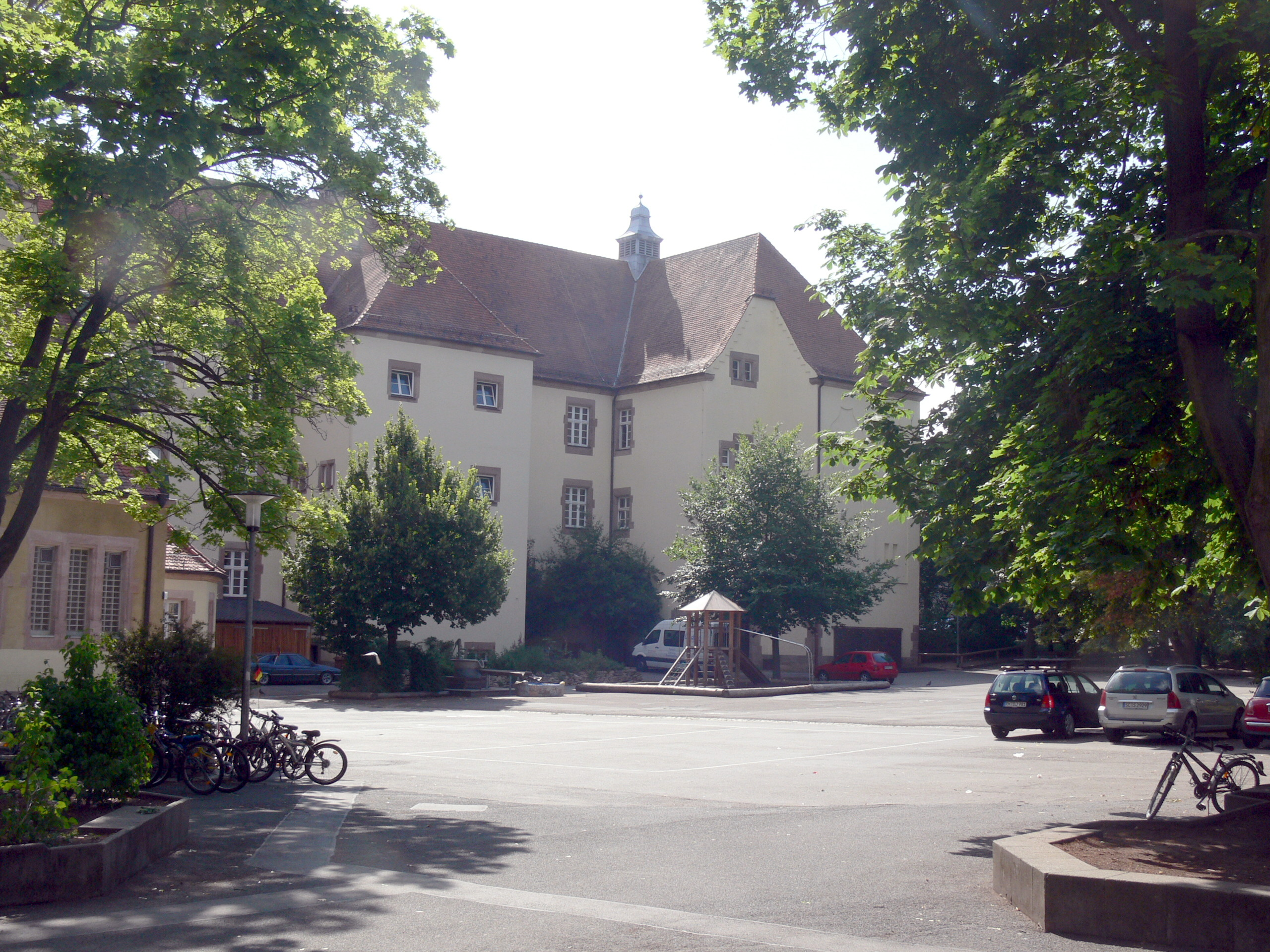
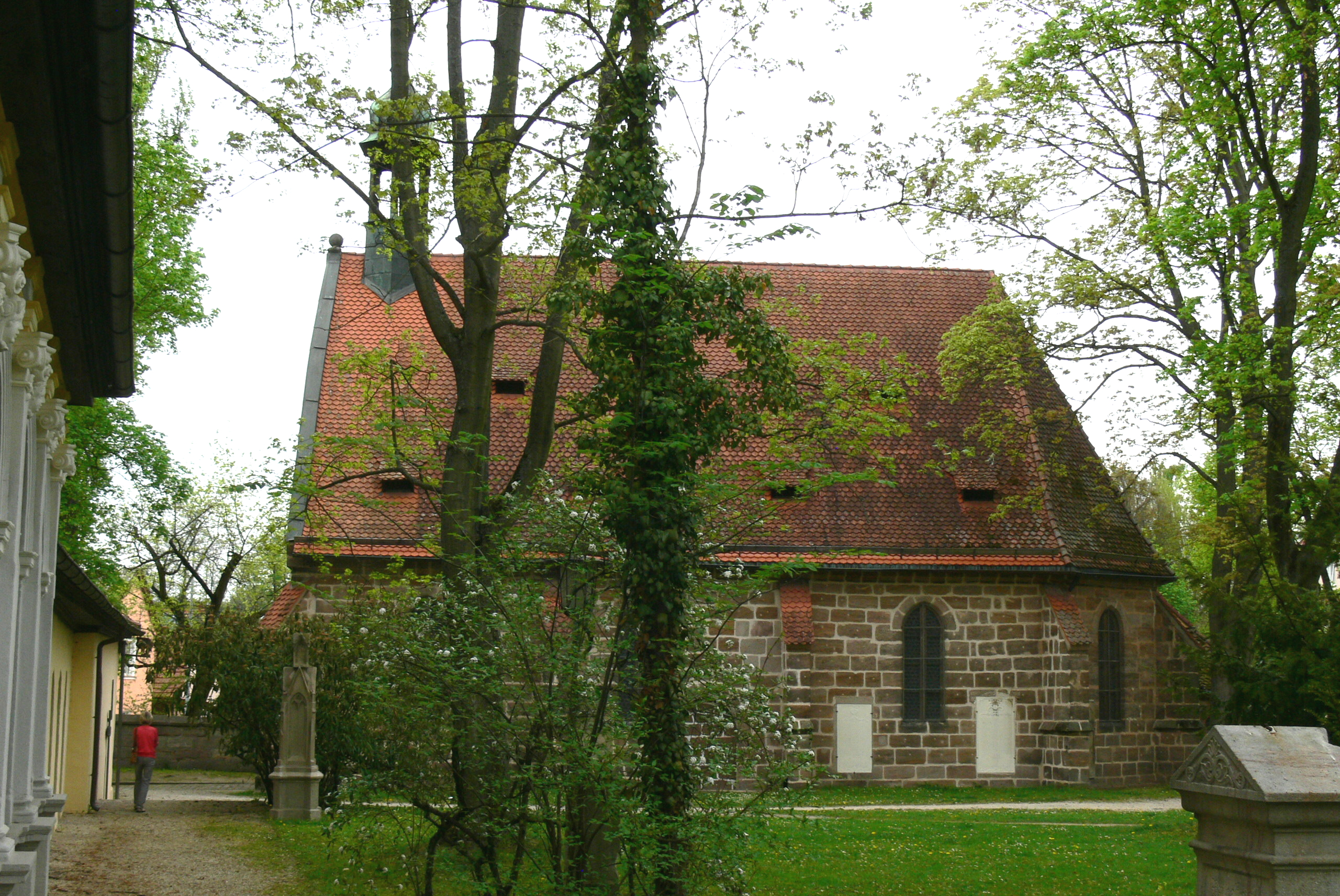
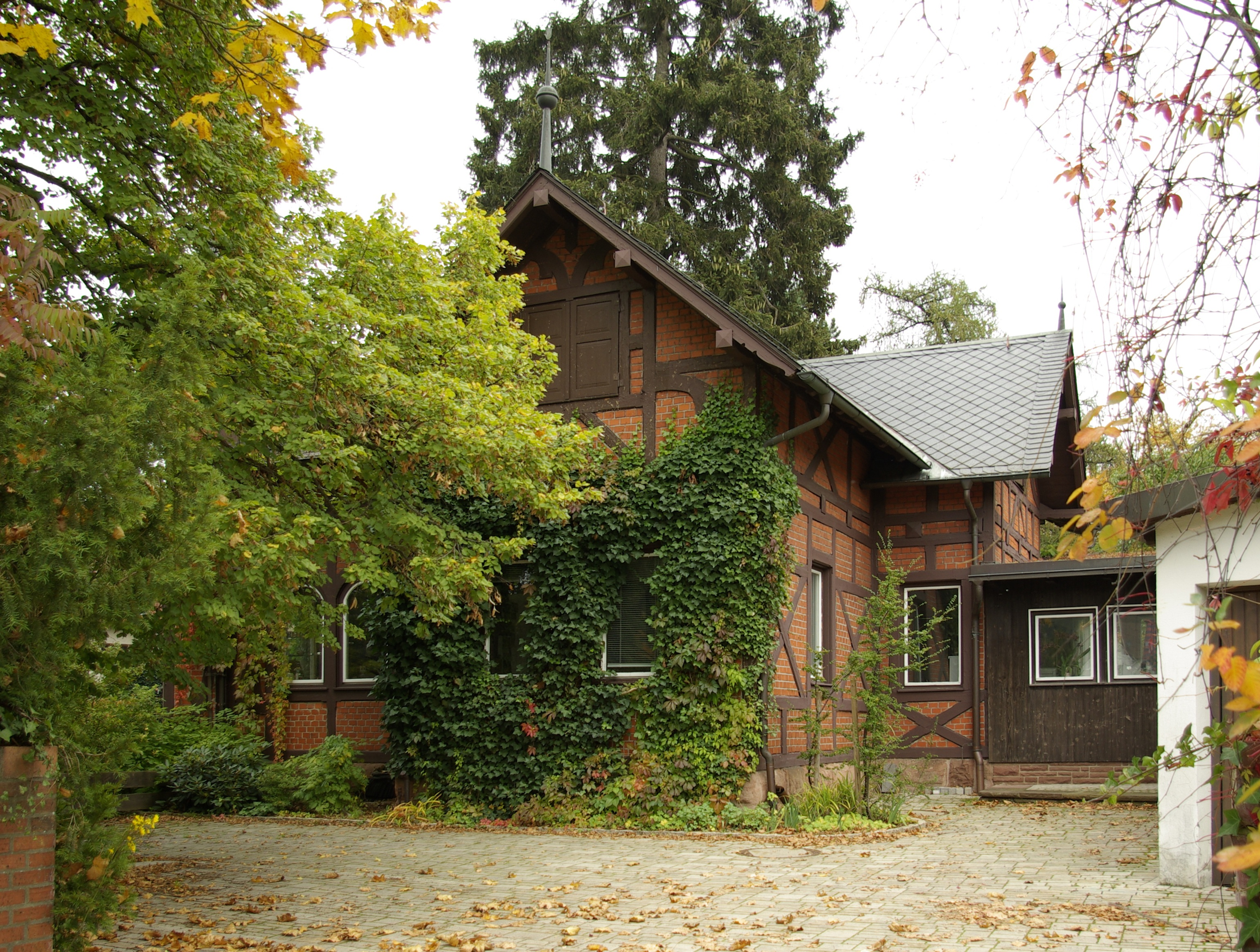
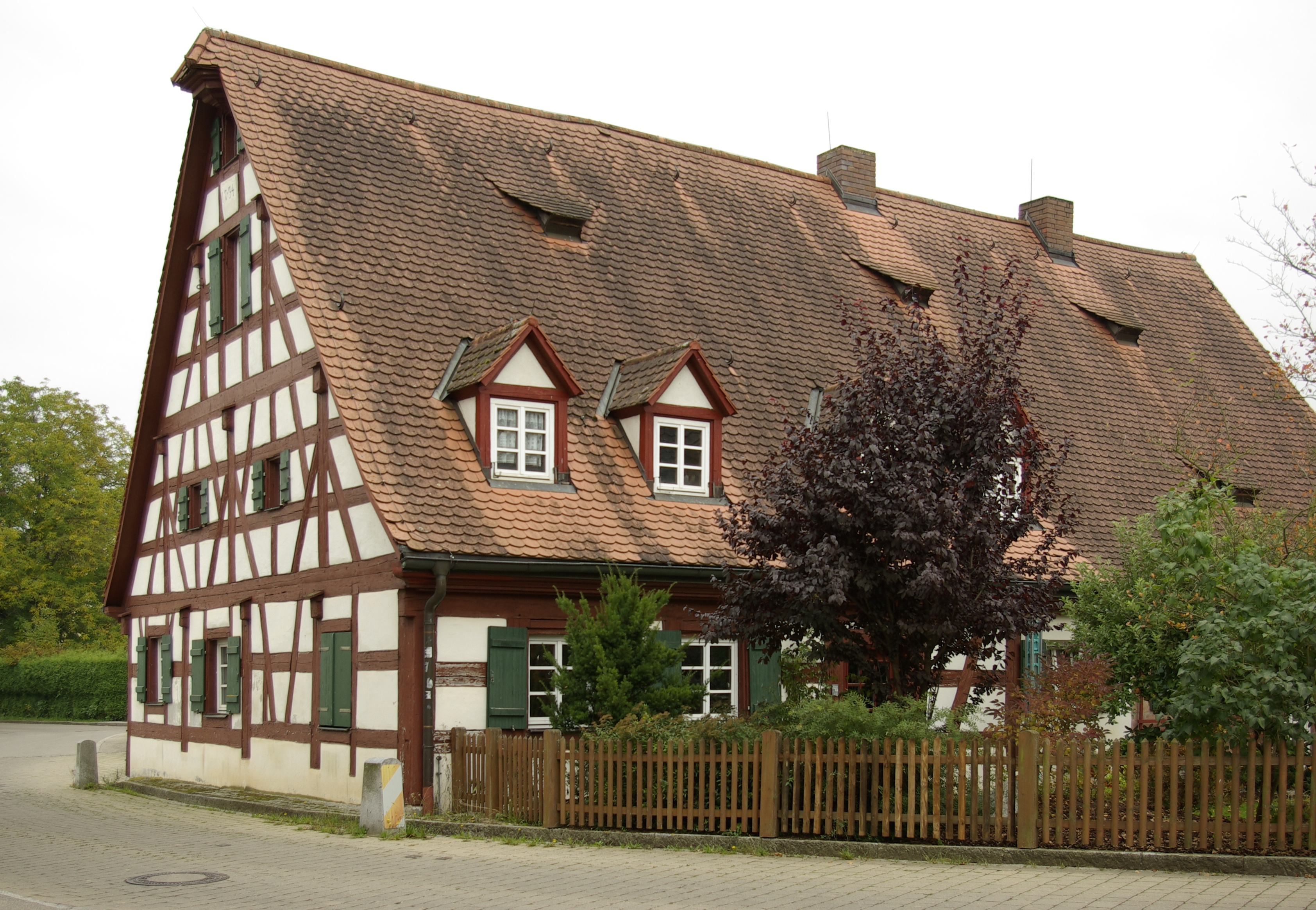
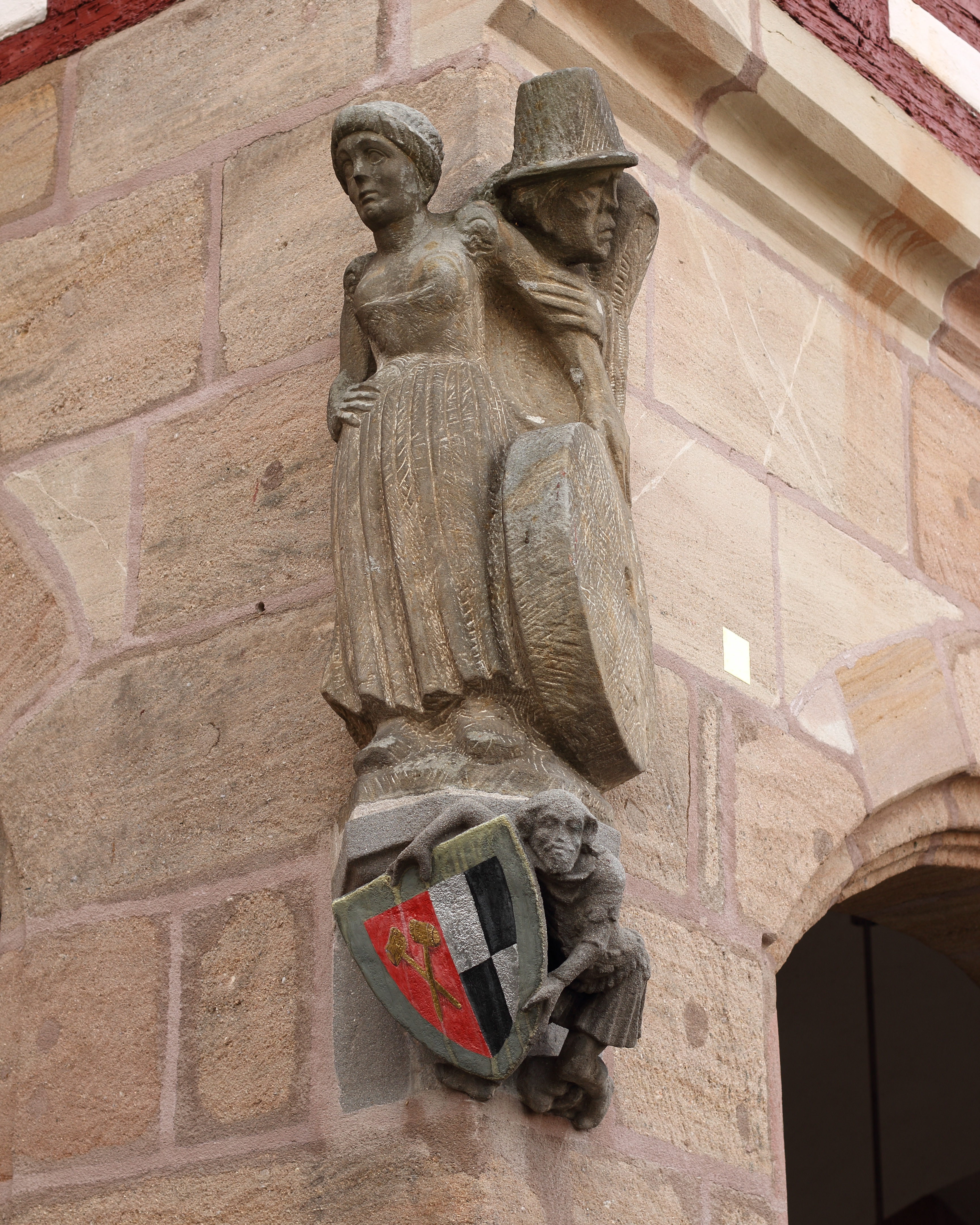
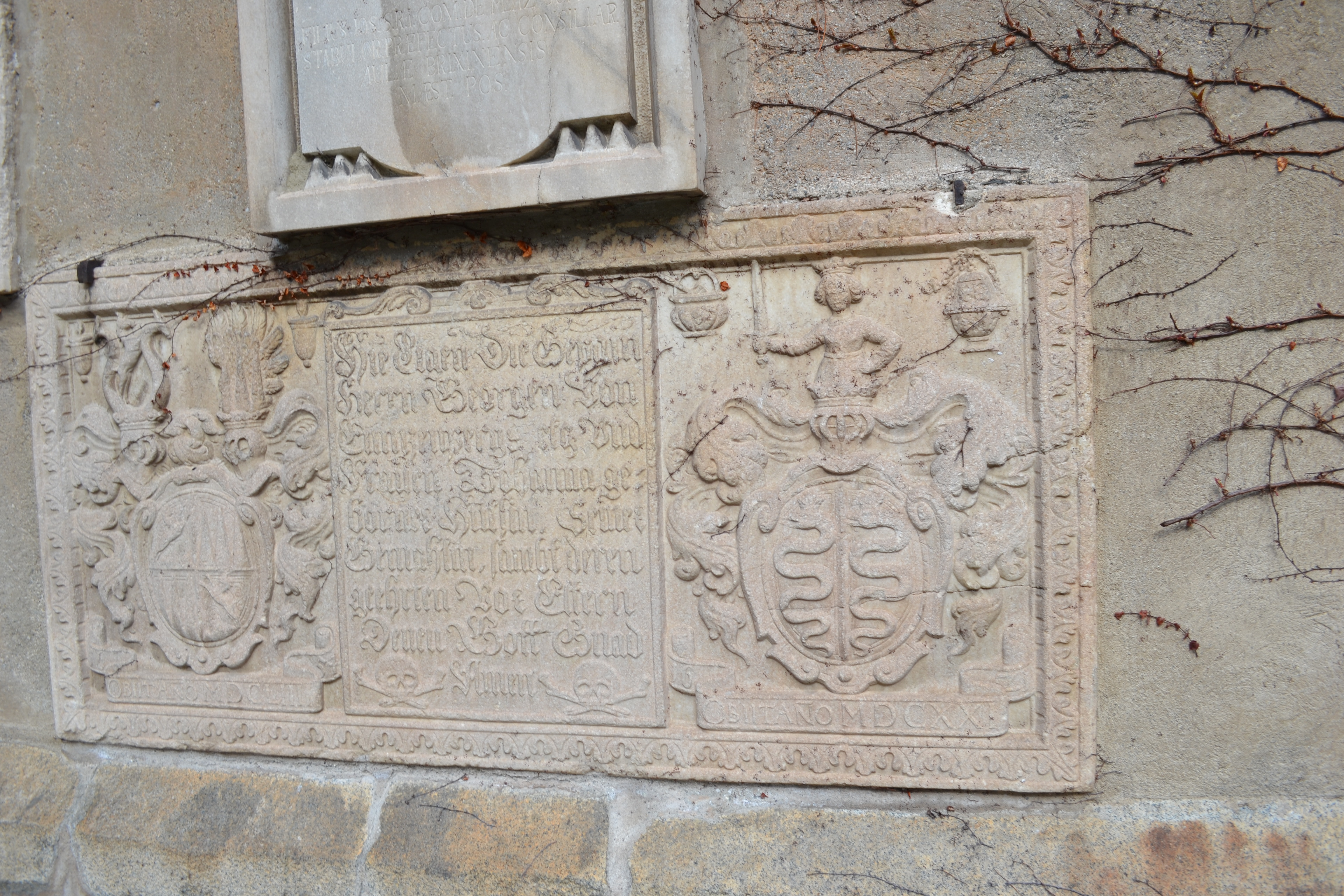
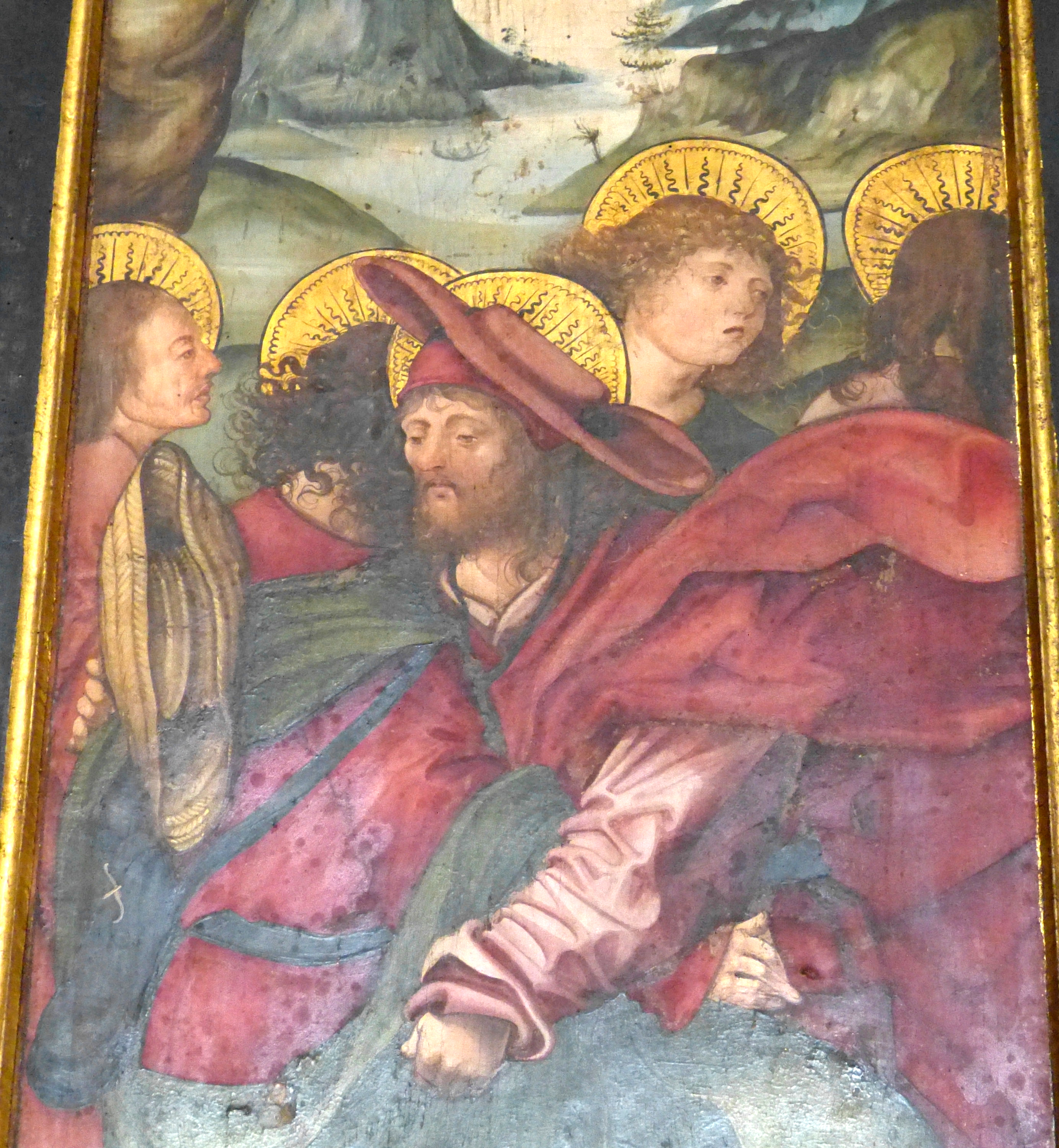
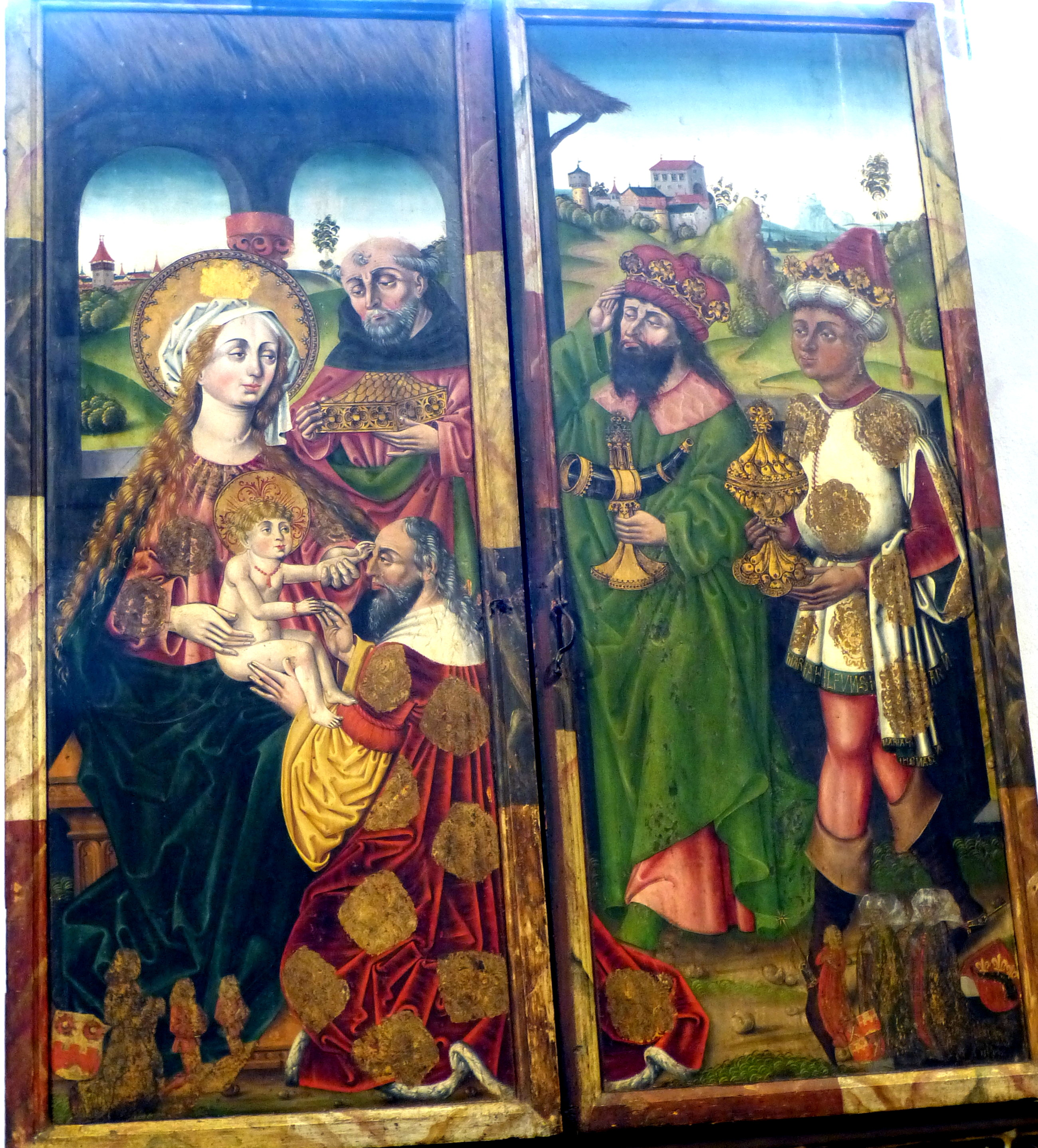
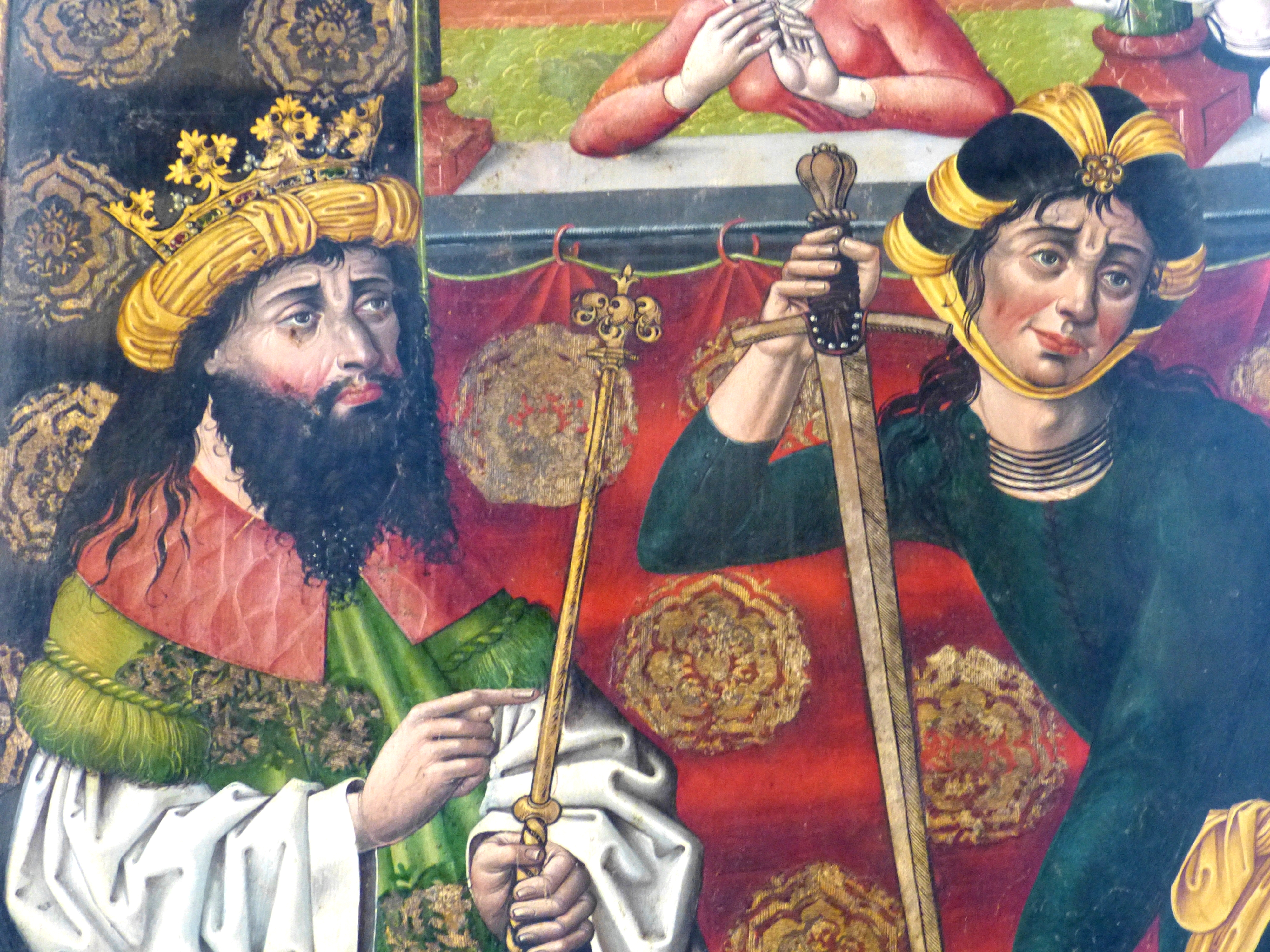
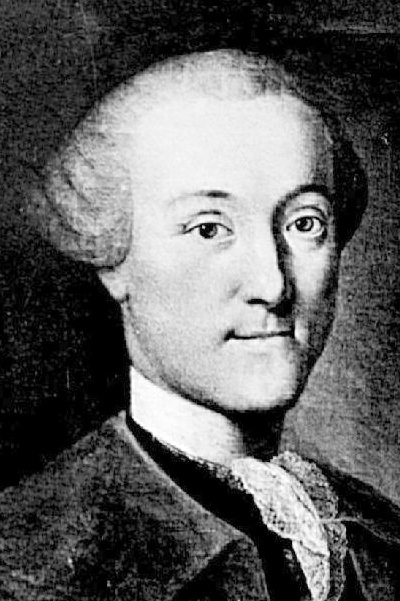
Johann Gottfried Zinn német botanikus
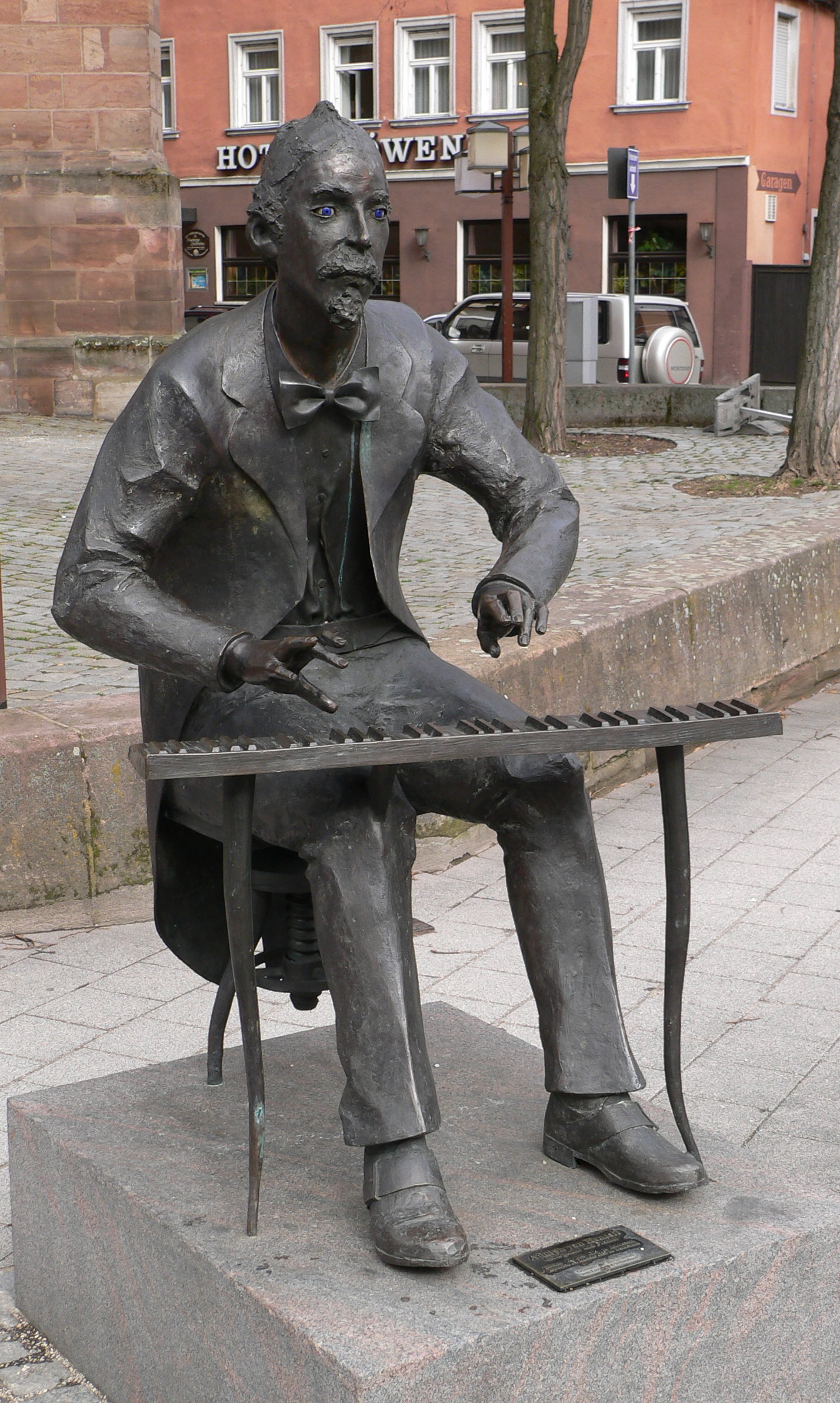
Adolph von Henselt (1814-1889) zeneszerző, virtuóz zongorista

## Népesség
A település népessége az elmúlt években az alábbi módon változott:
| Lakosok száma | 11 782 | 30 790 | 33 136 | 39 137 | 39 546 | 40 428 | 40 707 | 40 792 | 41 146 | 41 380 |
|               | 1925   | 1970   | 1975   | 2012   | 2013   | 2015   | 2016   | 2019   | 2021   | 2023   |